# 徳島県立大鳴門橋架橋記念館
徳島県立 大鳴門橋架橋記念館（とくしまけんりつ おおなるときょうかきょうきねんかん、英称：Ohnaruto Bridge Crossing Memorial Hall）は、大鳴門橋架橋を記念して徳島県鳴門市鳴門町土佐泊浦に設置された施設である。1985年4月23日に開館。愛称はエディ。
大毛島の最北突端部、大鳴門橋を望む位置にある。大鳴門橋の架橋の意義を後世に伝えるとともに、鳴門公園地区の優れた自然を理解させ、あわせて県の自然・歴史・民俗・産業などを紹介することを目的として開設された。

## 施設
- ４Ｋ３６０°シアターawa - 阿波おどりや徳島の文化を臨場感あふれる映像で楽しめる。
- うずのメカニズム- 鳴門海峡に渦潮が発生する仕組みを解説。
- 空飛ぶ潜水艇「うず丸」 - 景色に合わせて動く体感型シミュレーター。
- 大鳴門橋の概要 - 大鳴門橋が建設された当時の状況や構造をわかりやすく解説。
- Play the Eddy! - 海の中をイメージしてつくられたデジタルアート空間。動きや音に合わせて渦潮が発生し、壁やモニュメントに光の渦が湧き上がる。また、足元の海面に浮かぶビンや渦巻を踏むと、徳島の歴史・自然・産物などの豆知識が浮き上がる。１０分間に１度特別演出が楽しめる。
- 屋上パノラマ展望ランド - 展望360°、鳴門海峡や大鳴門橋はもちろん、周辺一帯の風景が一望できる。

## 利用情報・料金
- 開館時間：9:00 - 17:00（最終入館は閉館時刻の30分前まで）
- 料金　大人：620円、中高生：410円、小学生：260円
- 渦の道とのセット料金　大人：900円、中高生：660円、小学生：400円
- 休館日：なし
- 所在地：徳島県鳴門市鳴門町土佐泊浦福地65（鳴門公園内）

## 交通アクセス

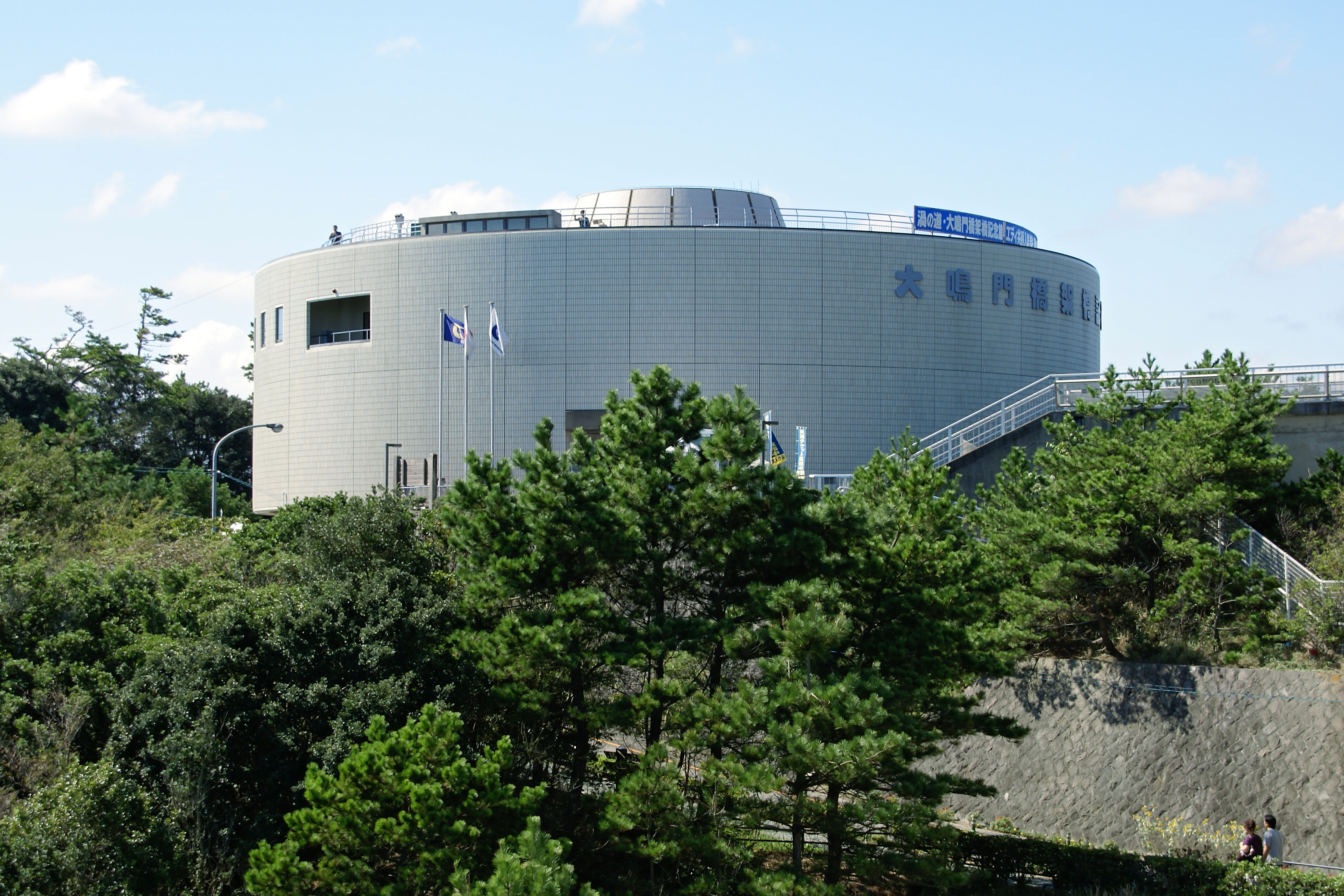
近景

- 高速バス（東京・名古屋・京都・大阪・神戸・洲本から発着）「鳴門公園口」バス停下車 徒歩2分
- JR鳴門線「鳴門駅」または同高徳線「徳島駅」より徳島バス「鳴門公園」バス停下車 徒歩5分

## 周辺
- 鳴門公園
  - 大塚国際美術館
  - エスカヒル鳴門
  - 渦の道